# Відбірковий турнір до чемпіонату Європи з футболу серед молодіжних команд 2011. Група 4
Група 4 у відбірковому турнірі, в якій брали участь молодіжні збірні таких країн, як Фінляндія, Ліхтенштейн, Нідерланди, Польща і Іспанія.

## Турнірна таблиця
| Команда     | І | В | Н | П | ГЗ | ГП | РГ  | О  |
| ----------- | - | - | - | - | -- | -- | --- | -- |
| Нідерланди  | 8 | 7 | 0 | 1 | 19 | 5  | +14 | 21 |
| Іспанія     | 8 | 6 | 1 | 1 | 15 | 5  | +10 | 19 |
| Фінляндія   | 8 | 3 | 1 | 4 | 11 | 7  | +4  | 10 |
| Польща      | 8 | 3 | 0 | 5 | 11 | 13 | -2  | 9  |
| Ліхтенштейн | 8 | 0 | 0 | 8 | 1  | 27 | -26 | 0  |

Кваліфікація
- Нідерланди і Іспанія забезпечили собі місця у плей-оф кваліфікації.
- Фінляндія і Польща вибули.
- Ліхтенштейн посів останнє місце у групі.

## Матчі
| 9 березня 2009 19:30 CET |

| Польща | 2:0        | Іспанія              |
| ------ | ---------- | -------------------- |
|        | Звіт матчу | Коржим 35' Рибус 56' |

| MZOS Znicz, Прушкув Арбітр: Вусал Алієв ( Азербайджан) |

| 4 вересня 2009 19:00 CET |

| Іспанія              | 2:0        | Польща |
| -------------------- | ---------- | ------ |
| Хоселу 7' Парехо 58' | Звіт матчу |        |

| Nuevo Carlos Tartiere, Ов'єдо Арбітр: Андре Маррінер ( Англія) |

| 4 вересня 2009 19:30 CET |

| Нідерланди               | 2:0        | Фінляндія |
| ------------------------ | ---------- | --------- |
| де Йонг 16' Бісесвар 75' | Звіт матчу |           |

| FC Emmen stadium, Emmen Арбітр: Анте Вучемилович-Шимунович ( Хорватія) |

| 7 вересня 2009 19:00 CET |

| Ліхтенштейн | 0:4        | Іспанія                                                  |
| ----------- | ---------- | -------------------------------------------------------- |
|             | Звіт матчу | Парехо 15' Хаві Мартінес 23' Капель 82' Аарон Ньїгес 86' |

| Райнпарк, Вадуц Арбітр: Карен Налбандян ( Вірменія) |

| 8 вересня 2009 18:45 CET |

| Польща                  | 2:1        | Фінляндія |
| ----------------------- | ---------- | --------- |
| Глік 44' Гросицький 56' | Звіт матчу | Пуккі 51' |

| Groclin Dyskobolia, Гродзиськ-Великопольський Арбітр: Драгомир Станкович ( Сербія) |

| 9 жовтня 2009 18:00 CET |

| Ліхтенштейн | 0:5        | Польща                                       |
| ----------- | ---------- | -------------------------------------------- |
|             | Звіт матчу | К'єльб 43' 80' Малецький 59' 73' Собех 90+1' |

| Sportpark Eschen-Mauren, Ешен Арбітр: Лаша Сілагава ( Грузія) |

| 9 жовтня 2009 19:00 CET |

| Фінляндія | 0:1        | Нідерланди |
| --------- | ---------- | ---------- |
|           | Звіт матчу | Пітерс 24' |

| Теелен, Гельсінкі Арбітр: Девід Мак-Кеон ( Ірландія) |

| 13 жовтня 2009 17:45 CET |

| Польща | 0:4        | Нідерланди                               |
| ------ | ---------- | ---------------------------------------- |
|        | Звіт матчу | ван Вольфсвінкель 41' 49' 66' Кейпер 45' |

| Kielce Stadium, Кельці Арбітр: Ігор Єгоров ( Росія) |

| 13 жовтня 2009 19:00 CET |

| Ліхтенштейн | 0:4        | Фінляндія                                   |
| ----------- | ---------- | ------------------------------------------- |
|             | Звіт матчу | Пуккі 48' Х'єльм 65' 75' Кангасколкка 90+2' |

| Sportpark Eschen-Mauren, Ешен Арбітр: Панікос Кайліс ( Кіпр) |

| 13 листопада 2009 18:00 CET |

| Іспанія    | 1:0        | Фінляндія |
| ---------- | ---------- | --------- |
| Мічель 79' | Звіт матчу |           |

| El Arcangel, Кордова Арбітр: Леван Паніашвілі ( Грузія) |

| 13 листопада 2009 18:30 CET |

| Нідерланди                           | 3:0        | Ліхтенштейн |
| ------------------------------------ | ---------- | ----------- |
| де Йонг 8' Фалкенбург 68' Джон 90+3' | Звіт матчу |             |

| De Vliert, Гертогенбос Арбітр: Павло Салій ( Казахстан) |

| 17 листопада 2009 18:00 CET |

| Нідерланди                    | 2:1        | Іспанія        |
| ----------------------------- | ---------- | -------------- |
| Фалкенбург 14' Війнальдум 63' | Звіт матчу | Аспілікета 80' |

| Sparta Stadium, Роттердам Арбітр: Мануель Грефе ( Німеччина) |

| 2 березня 2010 19:00 CET |

| Іспанія                                       | 3:1        | Ліхтенштейн     |
| --------------------------------------------- | ---------- | --------------- |
| Парехо 13' Адріан Лопес 73' Капель 89 (пен.)' | Звіт матчу | Хансельманн 58' |

| Ель Торалін, Понферрада Арбітр: Георгій Йорданов ( Болгарія) |

| 3 березня 2010 18:00 CET |

| Нідерланди                   | 3:2        | Польща                     |
| ---------------------------- | ---------- | -------------------------- |
| Бісесвар 57' 71' де Йонг 75' | Звіт матчу | Цетнарський 22' К'єльб 82' |

| Війверберг, Детінхем Арбітр: Антоніо Дамато ( Італія) |

| 11 серпня 2010 19:00 CET |

| Фінляндія | 1:1        | Іспанія          |
| --------- | ---------- | ---------------- |
| Кауко 8'  | Звіт матчу | Кркич 31 (пен.)' |

| Арто Толса Арена, Котка Арбітр: Марк Стівен Вітбі ( Уельс) |

| 11 серпня 2010 19:00 CET |

| Ліхтенштейн | 0:3        | Нідерланди                           |
| ----------- | ---------- | ------------------------------------ |
|             | Звіт матчу | Фалкенбург 42' Торнстра 55' Дост 78' |

| Райнпарк, Вадуц Арбітр: Александер Гаузер ( Казахстан) |

| 2 вересня 2010 20:45 CET |

| Іспанія                | 2:1        | Нідерланди |
| ---------------------- | ---------- | ---------- |
| Каналес 26' Капель 54' | Звіт матчу | Дост 31'   |

| El Collao, Alcoy Арбітр: Олівер Драхта ( Австрія) |

| 3 вересня 2010 18:00 CET |

| Фінляндія                        | 2:0        | Польща |
| -------------------------------- | ---------- | ------ |
| Х'єльм 26 (пен.)' Маннстрьом 73' | Звіт матчу |        |

| Порін, Порі Арбітр: Гедімінас Мажейка ( Литва) |

| 7 вересня 2010 17:00 CET |

| Фінляндія                      | 3:0        | Ліхтенштейн |
| ------------------------------ | ---------- | ----------- |
| Пелвас 21' Пуккі 37' Ріскі 61' | Звіт матчу |             |

| Теелен, Гельсінкі Арбітр: Вадим Директоренко ( Латвія) |

| 7 вересня 2010 17:00 CET |

| Польща | 0:1        | Іспанія     |
| ------ | ---------- | ----------- |
|        | Звіт матчу | Каналес 85' |

| Діскоболія, Гродзиськ-Великопольський Арбітр: Георгіос Далукас ( Греція) |

## Бомбардири
Станом на 7 вересня було забито 57 голів за 20 матчів, в середньому 2,85 голів за гру.
| Поз. | Гравець                | Країна     | Голи |
| ---- | ---------------------- | ---------- | ---- |
| 1    | Яцек К'єльб            | Польща     | 3    |
| 1    | Ерік Фалкенбург        | Нідерланди | 3    |
| 1    | Бас Дост               | Нідерланди | 3    |
| 1    | Адріан Лопес           | Іспанія    | 3    |
| 1    | Йонне Х'єльм           | Фінляндія  | 3    |
| 1    | Сім де Йонг            | Нідерланди | 3    |
| 1    | Рікі ван Вольфсвінкель | Нідерланди | 3    |
| 1    | Дієго Бісесвар         | Нідерланди | 3    |
| 1    | Теему Пуккі            | Фінляндія  | 3    |
| 1    | Дієго Капель           | Іспанія    | 3    |
| 1    | Даніель Парехо         | Іспанія    | 3    |
| 2    | Серхіо Каналес         | Іспанія    | 2    |
| 2    | Патрік Малецький       | Польща     | 2    |